# Mårdaklev
Mårdaklev is een plaats in de gemeente Svenljunga in het landschap Västergötland en de provincie Västra Götalands län in Zweden. De plaats heeft 152 inwoners (2005) en een oppervlakte van 43 hectare.